# Litoria bicolor
Litoria bicolor é uma espécie de anfíbio anuros da família Pelodryadidae.
É endêmica da Austrália e Papua Nova Guiné.

## Descrição
Os machos variam de 23 a 27 mm de comprimento, enquanto as fêmeas variam de 25 a 29 mm. É muito semelhante à Litoria fallax (por essa razão, não foi reconhecida como uma espécie separada até 1969).
Tem uma superfície dorsal verde e uma fina faixa dorso-lateral de bronze que começa no olho. Frequentemente, há uma faixa bronze central correndo ao longo da linha vertebral do dorso. Uma estreita faixa branca vai de baixo do olho, no canto da boca, até a base do braço. A superfície ventral é creme ou amarelada, com reflexos dourados nas coxas e na região da virilha. A garganta masculina é salpicada de cor mais escura. A pele é granular no ventre e na região femoral, mas lisa nos demais. 
A íris do olho é dourada, o tímpano é distinto, os dentes vomerinos estão ausentes e há uma forte dobra peitoral. Existem discos nos dedos das mãos e dos pés, os dedos são ligeiramente palmados e os dedos com franjas têm cerca de três quartos de palma. Há um tubérculo metatarsal interno, mas não externo, e o segundo dedo é mais longo que o primeiro.
As características que distinguem esta espécie de L. fallax são a faixa lateral de bronze fina, a membrana não atinge a base do primeiro dedo do pé e a relação entre o comprimento do corpo e a largura da cabeça, que é menor que 3,5.

## Distribuição
Presente na costa e áreas adjacentes do norte da Austrália, desde a região de Kimberley até Queensland. Também é encontrado nas áreas costeiras do sul da Nova Guiné. No nordeste de Queensland, onde se sobrepõe com L. fallax, L. bicolor é encontrado em elevações mais baixas.
Os indivíduos são encontrados em torno de corpos d'água permanentes ou semi-permanentes, em condições quentes e às vezes áridas. Geralmente em áreas arborizadas e frequentemente encontradas na vegetação, como nos áxis das folhas das palmeiras Pandanus.

## Reprodução
A época reprodução começa com as chuvas de verão. Os machos vocalizam em caules de grama, arbustos e pequenas árvores inundadas pela água ou ao seu redor. Cerca de 10 a 20 ovos são depositados em poças temporárias em pequenos grupos presos à vegetação submersa. Os girinos se metamorfoseiam em 70 a 80 dias.

## Taxonomia
Faz parte o grupo espécie L. bicolor, que foi criado para acomodar 7 espécies da região que apresentavam características em comum.
Os outros integrantes do grupo são: Litoria fallax e Litoria cooloolensis da Austrália; Litoria bibonius, Litoria contrastens, Litoria longicrus e Litoria mystax da Papua Nova Guiné.